# Зал славы роботов
Зал славы роботов (англ. The Robot Hall of Fame) был основан в 2003 Школой компьютерных наук, входящей в состав университета Карнеги — Меллона (Питсбург, США). Целью Robot Hall of Fame является увековечивание роботов, представляющих собой достижения в робототехнике, и образов роботов из научно-фантастической литературы, вдохновивших разработку настоящих роботов.
Номинировать робота на включение в Зал славы может любой желающий. Решение о включении принимает жюри, состоящее из учёных, исследователей, писателей и конструкторов. Первые представители пантеона роботов были объявлены на специальной церемонии, состоявшейся 10 ноября 2003 в Carnegie Science Center (Питсбург).

## Роботы в Зале славы

### 2003
- Вымышленные:

- HAL 9000 — компьютерная система из романа Артура Кларка Космическая одиссея 2001 года.
- R2-D2 — персонаж Звёздных войн.

- Реальные:

- Sojourner — марсоход, исследовавший химический состав марсианских пород в 1997 году в рамках миссии Mars Pathfinder.
- Unimate — первый промышленный робот, который начал работать на конвейере General Motors в 1961 году.

### 2004
- Вымышленные:

- Astro Boy — робот-мальчик из одноимённой манги.
- C-3PO — персонаж Звёздных войн.
- Robby, the Robot — робот из фильма Запретная планета.

- Реальные:

- ASIMO — робот-андроид, созданный компанией Honda.
- Shakey — первый робот, «рассуждающий» о своих действиях.

### 2006
- Вымышленные:

- Горт — робот из фильма День, когда остановилась Земля.
- Мария — робот из фильма Метрополис.
- Дэвид — мальчик-андроид из фильма Искусственный разум.

- Реальные:

- AIBO — робо-собака производства Sony.
- SCARA — Selective Compliance Assembly Robot Arm.

### 2008
- Вымышленные:

- Дейта — персонаж сериала Звёздный путь: Следующее поколение.

- Реальные:

- Lego Mindstorms NXT — робоконструктор от Lego.
- Navlab 5.
- Hopper Марка Райберта.

### 2010
- Вымышленные:

- Терминатор T-800.
- Хьюи, Дьюи и Луи из фильма Молчаливый бег.

- Реальные:

- Марсоходы Спирит и Оппортьюнити.
- Da Vinci — аппарат для проведения хирургических операций.
- Roomba — роботизированный пылесос от iRobot.

### 2012
- Вымышленные:

- WALL-E

- Реальные:

- BigDog
- NAO
- PackBot